# Castel Frentano
Castel Frentano – miejscowość i gmina we Włoszech, w regionie Abruzja, w prowincji Chieti.
Według danych na rok 2004 gminę zamieszkiwało 3909 osób, 186,1 os./km².